# Absolutely Live (The Doors)
Absolutely Live is het eerste livealbum van The Doors. Het werd in juli 1970 uitgebracht.

## Tracklist

### Plaat 1

#### Kant 1
1. "Introduction": (8:43)
  1. "House Announcer" (2:40)
  2. "Who Do You Love" (6:03) (E. McDaniel)
2. "Medley": (10:36)
  1. "Alabama Song" (1:51) (Weill/Brecht}
  2. "Backdoor Man" (2:22) (W. Dixon/C. Burnett)
  3. "Love Hides" (1:49)
  4. "Five To One" (4:34)

#### Kant 2
1. "Build Me A Woman" (3:34)
2. "When The Music's Over" (16:16)

### Plaat 2

#### Kant 1
1. "Close To You" (4:04)
2. "Universal Mind" (4:55)
3. "Break On Through, #2": (7:28)
  1. "Petition The Lord With Prayer" (0:53)
  2. "Dead Cats, Dead Rats" (1:58)
  3. "Break On Through" (4:37)

#### Kant 2
1. "The Celebration Of The Lizard": (14:28)
  1. "Lions In The Street" (1:14)
  2. "Wake Up" (1:21)
  3. "A Little Game" (1:13)
  4. "The Hill Dwellers" (2:35)
  5. "Not To Touch The Earth" (4:15)
  6. "Names Of The Kingdom" (1:29)
  7. "The Palace Of Exile" (2:21)
2. "Soul Kitchen" (7:15)

Alle nummers werden geschreven door The Doors, tenzij anders aangegeven.
Jim Morrison · Robby Krieger · Ray Manzarek · John Densmore